# Bezons
Pour les articles homonymes, voir Bezons (homonymie).
Bezons est une commune du département du Val-d'Oise, en région Île-de-France.
Cette commune, située sur la rive droite de la Seine, a la particularité d'être limitrophe de deux départements : les Hauts-de-Seine et les Yvelines. C'est la 312e ville la plus peuplée de France.

## Géographie

### Situation
Bezons se situe sur la rive droite de la Seine, à dix kilomètres au Nord-Ouest des portes de Paris. La commune est la plus méridionale des communes du département du Val-d'Oise.
Située aux limites de trois départements, Val-d'Oise, Hauts-de-Seine et Yvelines, Bezons se trouve à proximité des pôles de La Défense (à 3,5 km) et de Cergy-Pontoise.
Comme toute la région Île-de-France, Bezons fait partie du Bassin parisien.

### Communes limitrophes
Le territoire communal est limitrophe d'une seule commune du Val-d'Oise, Argenteuil et de deux autres départements :
- à l'Ouest, les Yvelines et les communes de Sartrouville, Houilles et Carrières-sur-Seine ;
- au Sud en rive gauche de la Seine, les Hauts-de-Seine avec les communes de Colombes et de Nanterre, accessibles par le pont de Bezons.

| Sartrouville (78)        |               | Argenteuil    |
| Houilles (78)            | Bezons        |               |
| Carrières-sur-Seine (78) | Nanterre (92) | Colombes (92) |

### Géologie et relief
La superficie de la commune est de 4,16 km2 ; son altitude varie de 22  à   52 mètres.

### Hydrographie

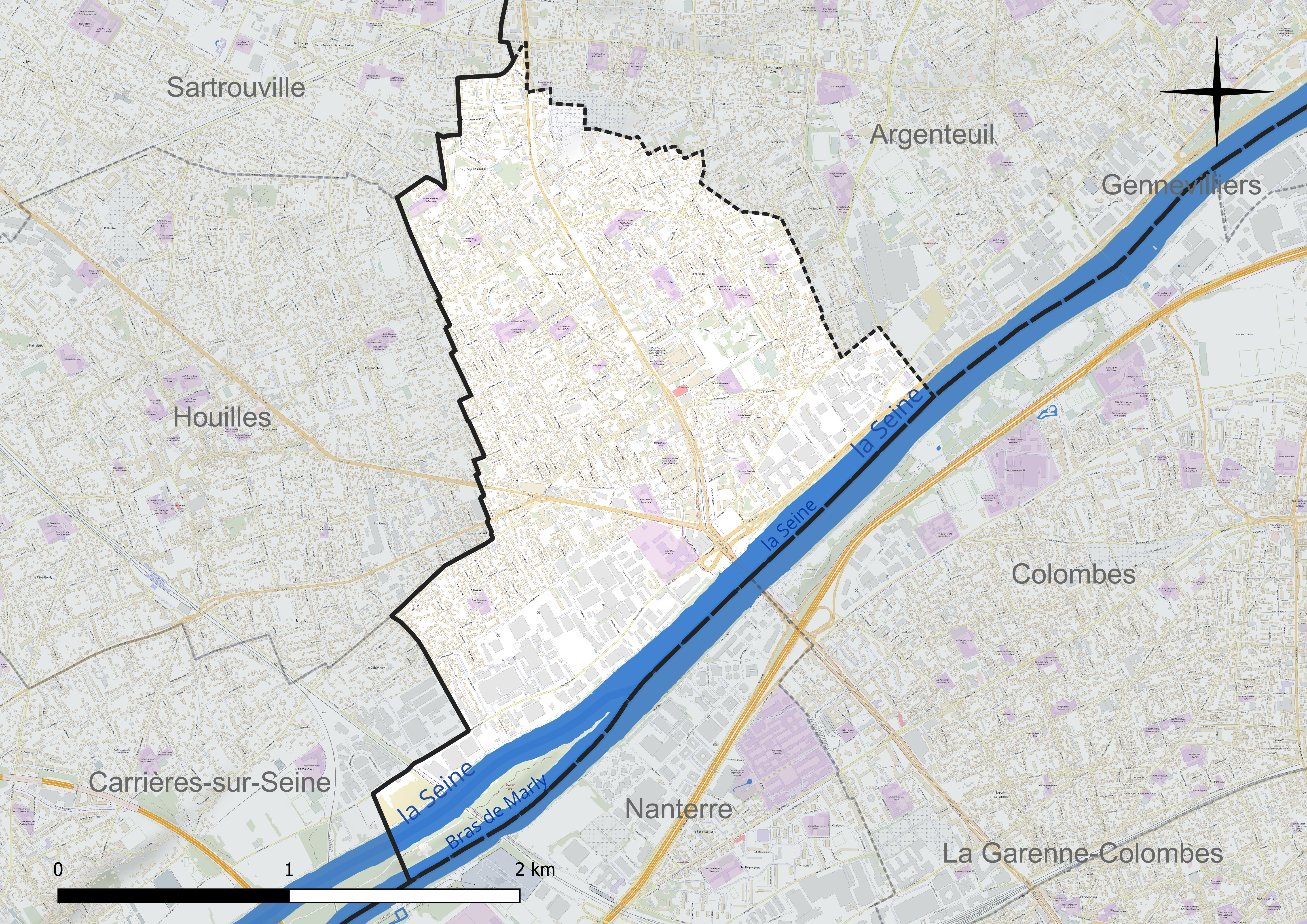
Carte hydrographique de la commune.

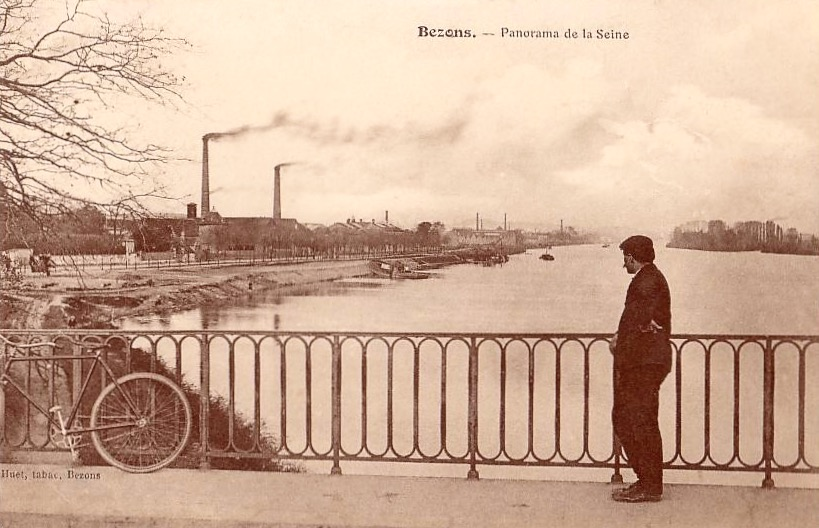
Panorama de la Z.I des Bords de Seine côté Nord/Est, depuis le pont au début du XXe siècle.

Le territoire communal est longé sur toute sa longueur méridionale par la Seine, qui constitue également sa limite communale avec Colombes et Nanterre.
La ville n'est traversée par aucun autre cours d'eau notable. Le bras de Marly, de la Seine, prend naissance à l'Est sur le territoire de Bezons.

### Climat
Pour des articles plus généraux, voir Climat de l'Île-de-France et Climat du Val-d'Oise.
En 2010, le climat de la commune est de type climat océanique dégradé des plaines du Centre et du Nord, selon une étude du CNRS s'appuyant sur une série de données couvrant la période 1971-2000. En 2020, Météo-France publie une typologie des climats de la France métropolitaine dans laquelle la commune est dans une zone de transition entre le climat océanique et le climat océanique altéré et est dans la région climatique Sud-ouest du bassin Parisien, caractérisée par une faible pluviométrie, notamment au printemps (120 à 150 mm) et un hiver froid (3,5 °C).
Pour la période 1971-2000, la température annuelle moyenne est de 12,7 °C, avec une amplitude thermique annuelle de 15,3 °C. Le cumul annuel moyen de précipitations est de 633 mm, avec 9,8 jours de précipitations en janvier et 7,8 jours en juillet. Pour la période 1991-2020, la température moyenne annuelle observée sur la station météorologique la plus proche, située à Bonneuil-en-France à 16 km à vol d'oiseau, est de 12,1 °C et le cumul annuel moyen de précipitations est de 616,3 mm,. Pour l'avenir, les paramètres climatiques de la commune estimés pour 2050 selon différents scénarios d'émission de gaz à effet de serre sont consultables sur un site dédié publié par Météo-France en novembre 2022.

### Milieux naturels et biodiversité

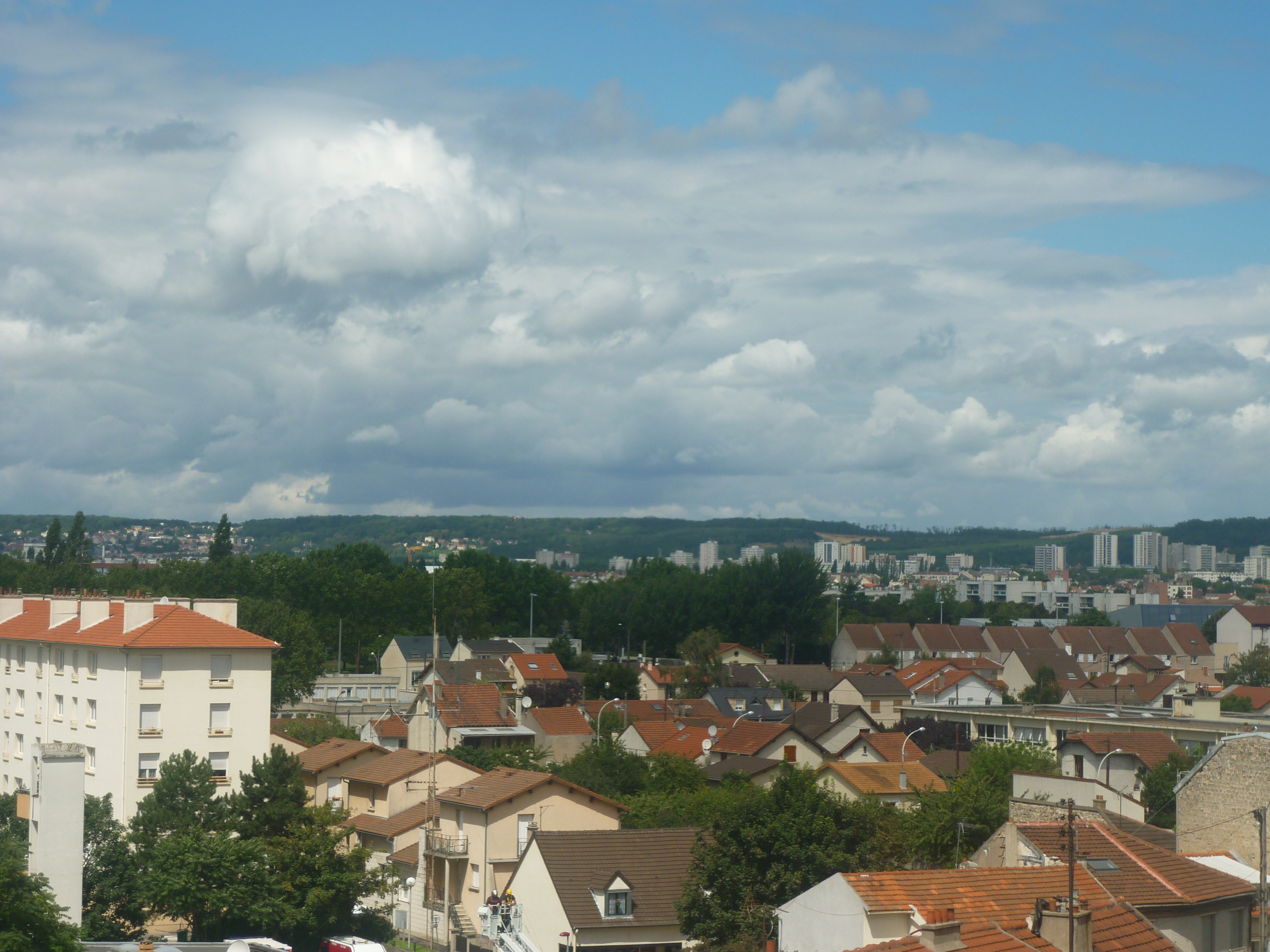
Panorama de Bezons côté Nord/Est avec, au fond, les tours du Val-d'Argenteuil et la butte de Cormeilles.

Les principaux espaces naturels de la ville sont :
- Le parc Bettencourt, rue Francis-de-Pressensé et rue des Barentins (dans le cadre de la ZAC cœur de ville le parc sera réaménagé)
- Le parc Sacco-et-Vanzetti, rue de la Berthie et rue Prudence
- Le square de la République, avenue Gabriel-Péri
- Le square Cécile-Duparc, angle des rues Cécile-Duparc et Rouget-de-l'Isle
- Le square de la Grenouillère, place des Impressionnistes
- Le chemin de Halage (berges de la Seine), rue de la Pâture et rue des Carrossiers
- Le parc Nelson-Mandela, rue Jean-Carasso
- Le square Camille-Desmoulin, rue Camille-Desmoulin
- Le square Julian-Grimau, rue Claude-Bernard
- Le mail et square Marcel-Langlois, rue Émile-Zola et rue Jean-Carasso
- Le square du Colombier, rue Jean-Jaurès (près du tram)

## Urbanisme

### Typologie
Au 1er janvier 2024, Bezons est catégorisée grand centre urbain, selon la nouvelle grille communale de densité à sept niveaux définie par l'Insee en 2022.
Elle appartient à l'unité urbaine de Paris, une agglomération inter-départementale regroupant 407  communes, dont elle est une commune de la banlieue,,.
Par ailleurs la commune fait partie de l'aire d'attraction de Paris, dont elle est une commune du pôle principal,. Cette aire regroupe 1 929 communes,.

### Occupation des sols

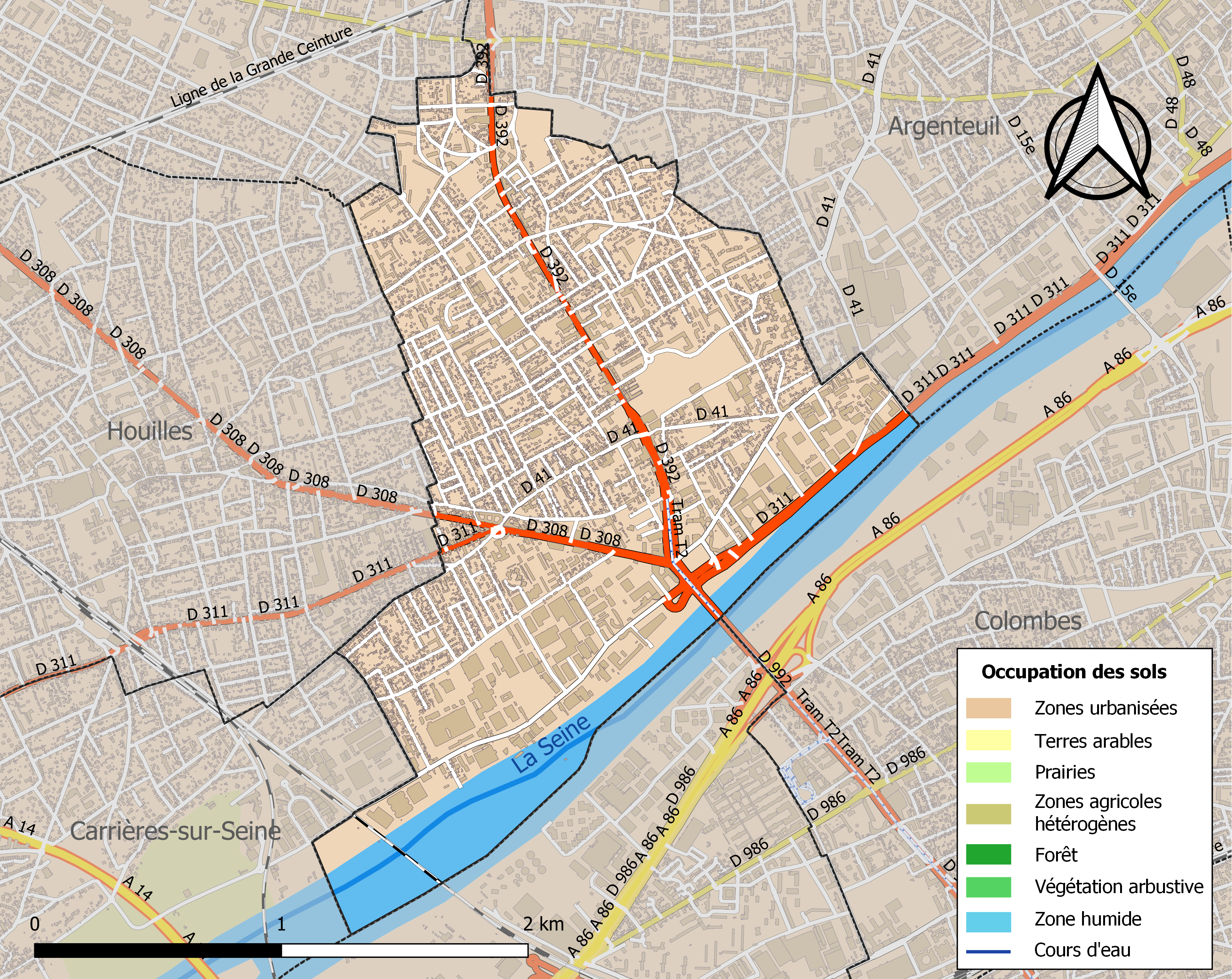
Carte des infrastructures et de l'occupation des sols de la commune en 2018 (CLC).

### Morphologie urbaine
Bezons est composée de quartiers aux caractères bien distincts :
- Quartier du centre, vieux Bezons ;
- Quartier de l'Agriculture, à l'Est anciens champs urbanisés ;
- Quartier du Nouveau Bezons au Sud de la ville, sur les bords de Seine ;
- Quartier des Chênes-Val-Notre-Dame à l'Ouest sur le plateau ;
- la zone industrielle Ouest vers Carrières-sur-Seine ;
- la zone industrielle Est vers Argenteuil.

### Habitat et logement
En 2021, le nombre total de logements dans la commune était de 14 096, alors qu'il était de 11 997 en 2016 et de 11 447 en 2011.
Parmi ces logements, 90,6 % étaient des résidences principales, 1 % des résidences secondaires et 8,5 % des logements vacants. Ces logements étaient pour 29,2 % d'entre eux des maisons individuelles et pour 68,9 % des appartements.
Le tableau ci-dessous présente la typologie des logements à Bezons en 2021 en comparaison avec celle du Val-d'Oise et de la France entière. Une caractéristique marquante du parc de logements est ainsi la faible proportion des résidences secondaires et logements occasionnels (1 %) par rapport au département (1,5 %) et à la France entière (9,7 %).
| Typologie                                               | Bezons | Val-d'Oise | France entière |
| ------------------------------------------------------- | ------ | ---------- | -------------- |
| Résidences principales (en %)                           | 90,6   | 92,4       | 82,2           |
| Résidences secondaires et logements occasionnels (en %) | 1      | 1,5        | 9,7            |
| Logements vacants (en %)                                | 8,5    | 6          | 8,1            |

En 2021, les 4 378 logements sociaux type HLM font 34,3 % des 12 768 résidences principales à Bezons. Avec ce chiffre, la commune respecte donc la loi SRU lui imposant d'avoir au moins 25 % de logements sociaux.
L'Office public intercommunal d'Argenteuil-Bezons gère environ 2 000 logements sociaux[réf. nécessaire].

### Voies de communication et transports

#### Voies routières
Bezons est traversée par un tronçon de la RD 392 depuis le pont de Bezons jusqu'au carrefour du Val-Notre-Dame. Un réseau de voies communales forme un maillage de la ville.
Bezons bénéficie d’une desserte routière importante et de la proximité des autoroutes A15 accessible depuis Argenteuil - Orgemont via la RD311 ou Montigny-lès-Cormeilles via la RD392, A86 accessible via le Pont de Bezons et A14 (payante), accessible depuis Nanterre via l'A86.

#### Transports en commun

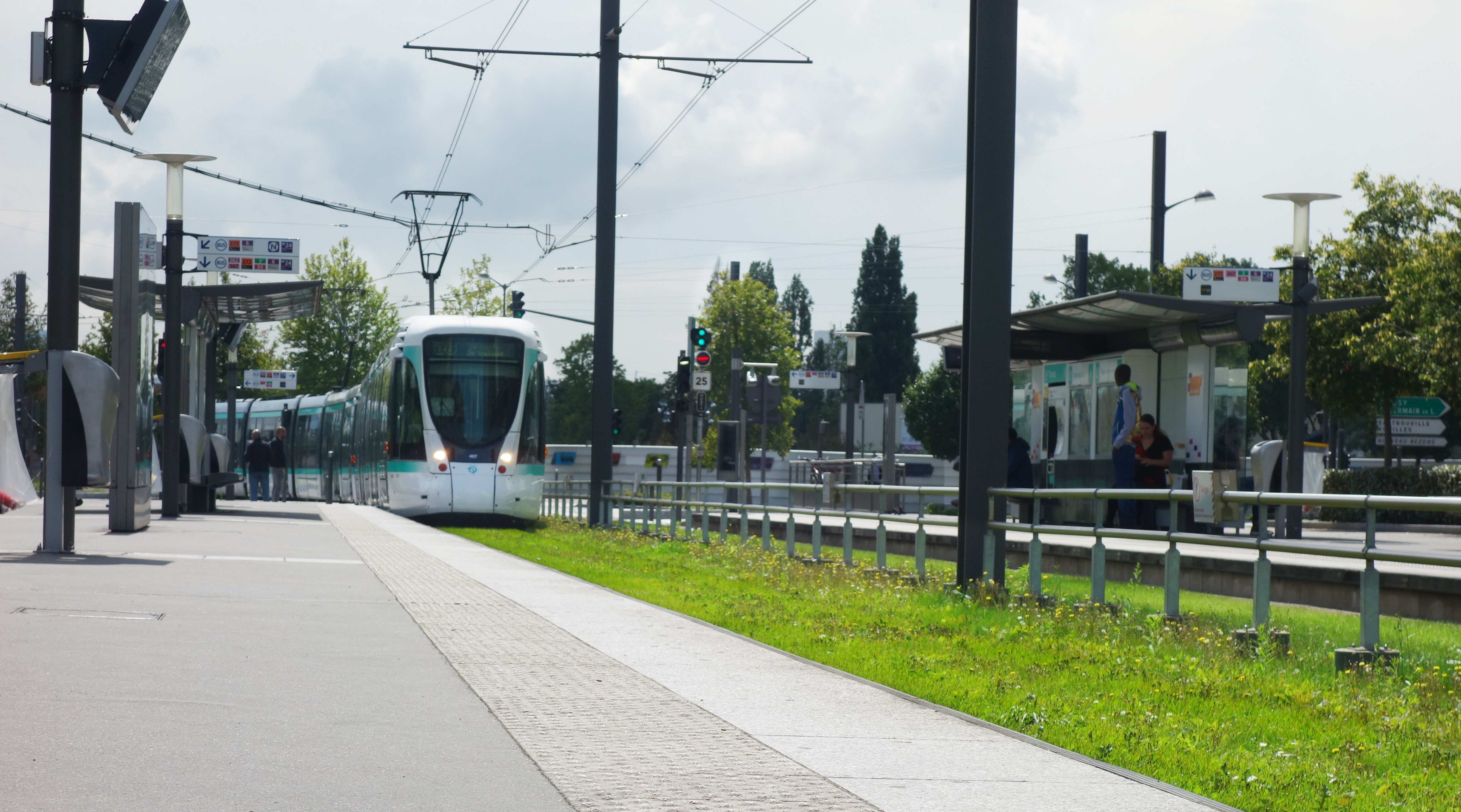
Un tramway arrive à son terminus de la tête de pont à Bezons.

Les travaux du prolongement de la ligne de tramway T2, de La Défense vers le pont de Bezons, ont démarré en 2008. Le démontage de l'autopont a été effectué en novembre 2008.
Mis en service le 19 novembre 2012, le T2 met la ville à douze minutes de la gare de la Défense, et de ses correspondances avec le métro 1, les RER A et E, la ligne SNCF vers Gare de Versailles-Rive-Droite, Gare de Saint-Nom-la-Bretèche, Versailles-Chantiers et La Verrière (Saint-Quentin-en-Yvelines). Le tramway a pour terminus la station Porte de Versailles au Sud de Paris, qu'il atteint après avoir traversé la majeure partie du département des Hauts-de-Seine.
À La Garenne-Colombes (station Charlebourg), le tramway est en correspondance avec la ligne L du Transilien pour aller à Saint-Lazare (métros 3, 9, 12, 13, 14 et RER E) dans le 8e arrondissement de Paris ou à Cergy-le Haut.
La commune de Bezons est desservie par de nombreuses lignes du réseau d'autobus Argenteuil - Boucles de Seine et du réseau d'autobus RATP.

## Toponymie
Bisunciae, Bezons XVe siècle, Bezunz.
Sous les Mérovingiens, on battait monnaie à Bezons, et peut-être son nom en dérive-t-il. [pas clair]

## Histoire

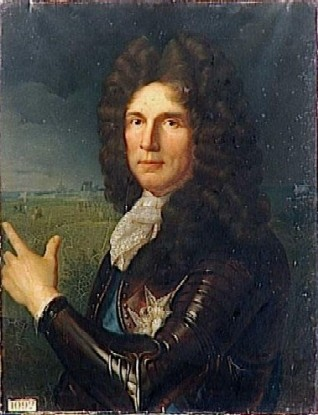
Le maréchal de Bezons (1646-1733).

### Moyen Âge
En 1470, Bezons compte douze maisons habitées par des paysans, comme en témoigne la consécration en 1507 de l'église dédiée à saint Fiacre, saint protecteur des jardiniers.

### Temps modernes
En 1580, Marie Chanterel, dame de Bezons, épouse Claude Bazin, un médecin champenois. Le couple, est à l'origine de la famille Bazin de Bezons anoblie par la régente Marie de Médicis en 1611.
Sous Louis XIV, Bezons était la propriété de la famille Bazin, les personnages les plus célèbres de cette famille furent l'académicien Claude Bazin de Bezons (1643) et son fils Jacques Bazin de Bezons, maréchal de France en 1709 qui prit part aux dernières campagnes de Louis XIV. Son frère, Armand Bazin de Bezons, archevêque de Rouen, fit partie du conseil de régence, et autorisa l'ordination de l'abbé Dubois.
La ville avait une foire très réputée au XVIIe siècle, qui a d'ailleurs inspiré deux pièces de théâtre au cours de la seule année 1695 : La foire de Bezons, par Dancourt, qui fut jouée devant Louis XIV, et Retour de la foire de Bezons, d'Évariste Gherardi, créé par les comédiens italiens du roi à l'Hôtel de Bourgogne.
Même si elle est moins réputée à présent, la foire de Bezons a toujours lieu, tous les ans en septembre.
En 1740, une inondation de la Seine détruit la quasi-totalité du village. Puis, en 1791, ont lieu les premières élections municipales.

### Révolution française et Empire
Durant la Révolution française, Bezons, village de 468 habitants, ne fut pas très touché.
Napoléon inaugura le premier pont de Bezons en 1811.
Outre ce « joli pont de pierre » que Bezons possédait, il y avait un pont de bois qui fut brûlé le 28 juin 1815 par les troupes françaises pour empêcher l'ennemi d'approcher de la capitale.

### Époque contemporaine

#### XIXesiècle: la naissance d'une ville industrielle

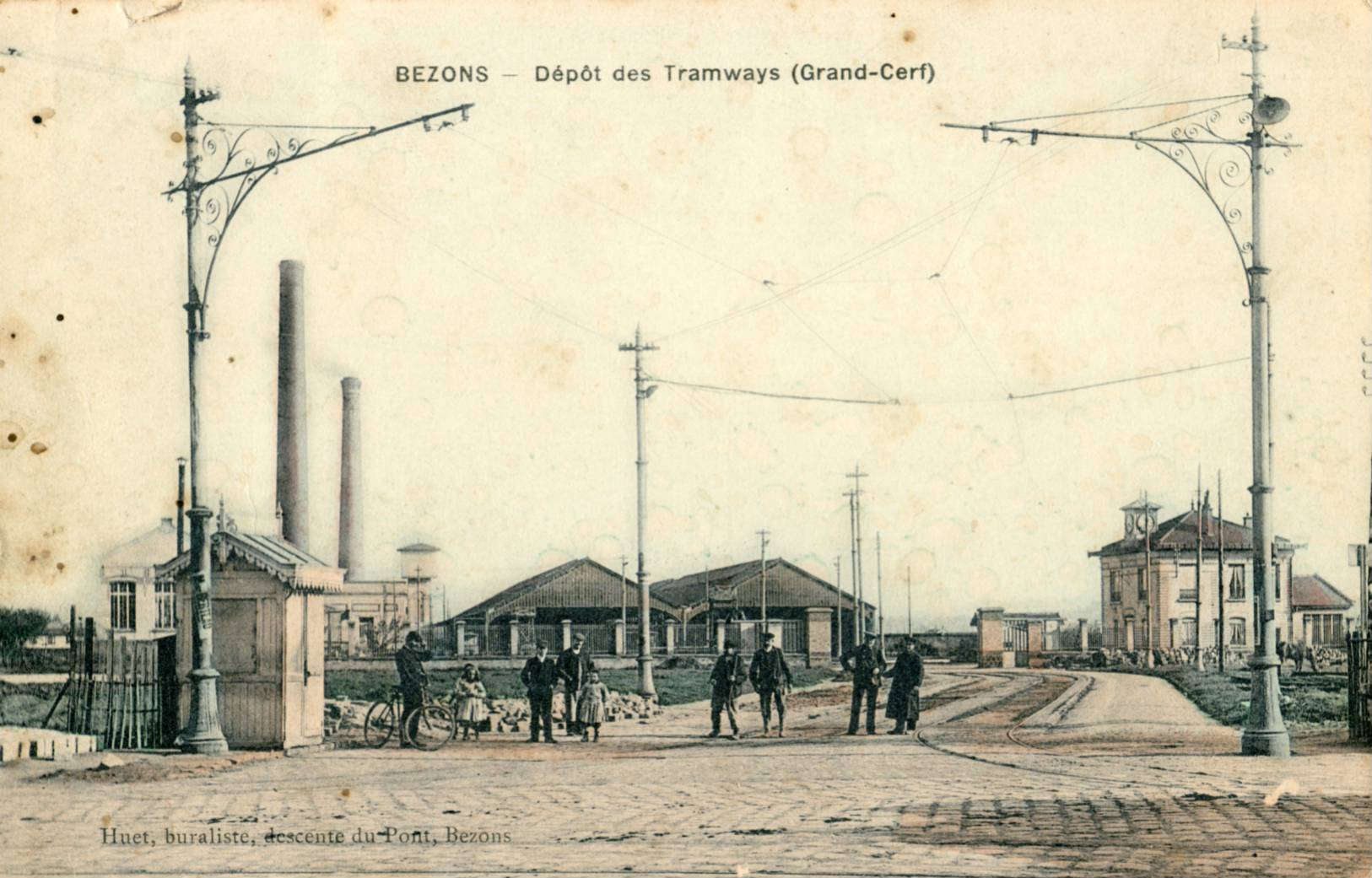
L'ancien dépôt de tramways du Grand Cerf à Bezons, au début du XXe siècle.

Bezons attire les artistes : Guy de Maupassant y séjourne souvent dans un hôtel des bords de Seine vers le Sud, et mentionne fréquemment le village dans ses écrits ; Charles-François Daubigny y peint des toiles.
L’urbanisation de Bezons commence avec son industrialisation sur les bords de Seine : d'abord à l'Est à la limite d'Argenteuil avec Rattier, une première usine de fabrication de caoutchouc en 1863 remplacée et devenue en 1877 la Société industrielle des téléphones. Un chantier naval à la limite d'Argenteuil de 200 à 300 ouvriers, une usine de moteurs, les ascenseurs Otis-Pifre, les Câbles de Lyon. À l'Ouest de la ville, La Bakélite, La Cellophane, Le Joint français, Rhône-Poulenc, la Viscose  en 1914.
Entre 1871 et 1891, la population s’accroît de 60 %. Bezons connaît alors la construction d’une école et d’une mairie, l’installation du gaz ainsi que d’un bureau de poste et de télégraphe. Bezons devient une ville.

#### Première moitié duXXesiècle

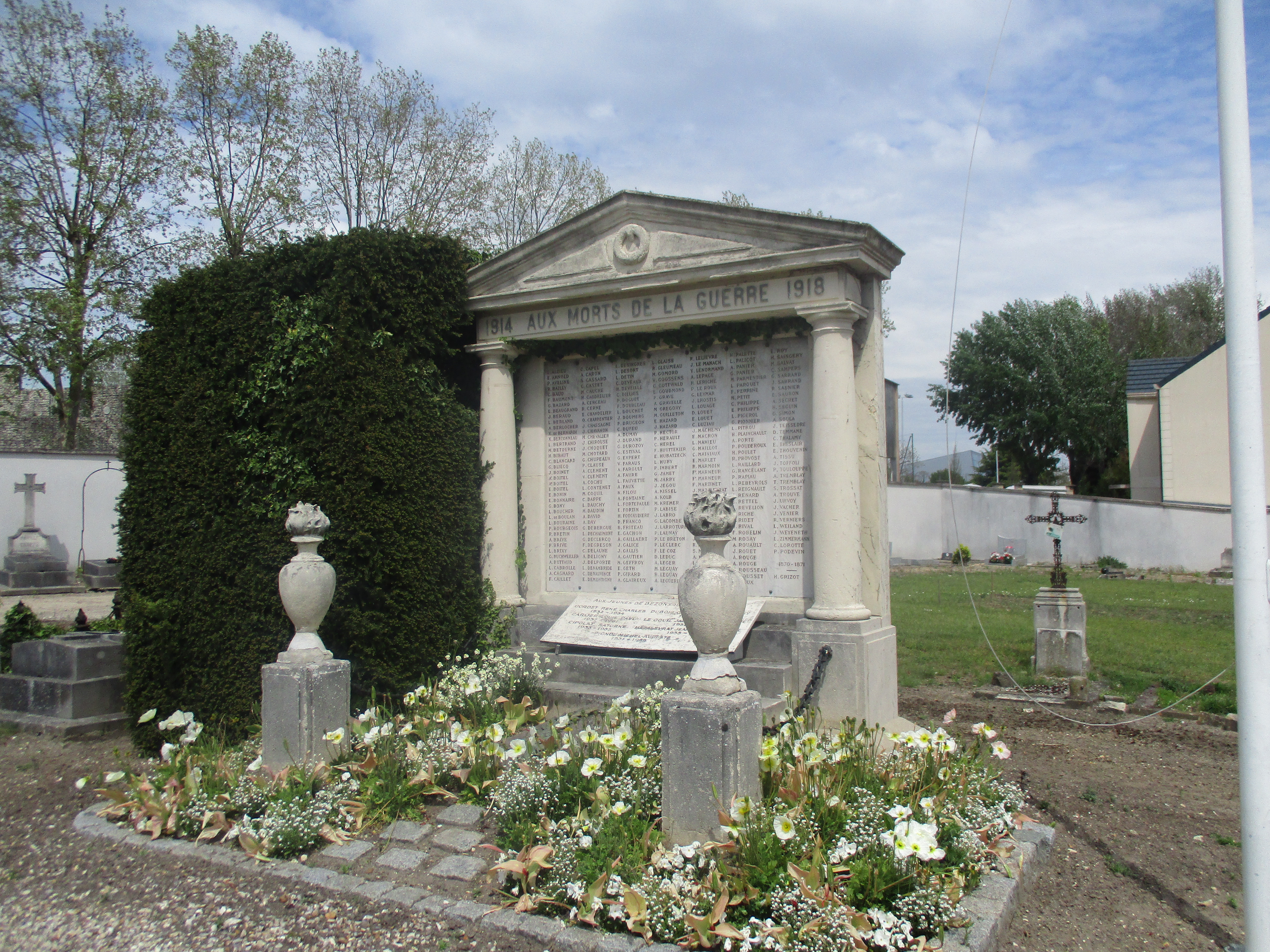
Vue du monument aux morts de la guerre 1914-1918 dans l'ancien cimetière rue de La Paix.

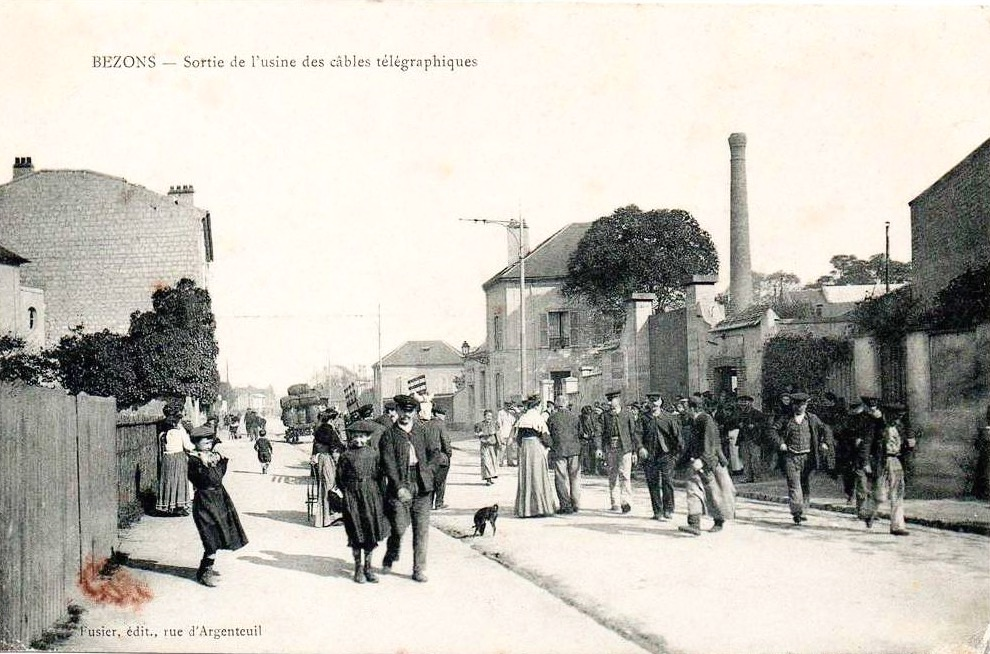
Bezons, ZI Ouest sortie de l'usine des Câbles télégraphiques.

En 1919, Bezons élit une municipalité socialiste, composée aux trois quarts d’ouvriers, qui refuse l’édification d’un monument aux morts. Il est finalement édifié selon des initiatives privées dans le cimetière. Au congrès de Tours, Bezons rejoint l’Internationale communiste et la ville devient municipalité communiste. Elle l'est restée jusqu'en 2020.
En 1930, la ville accueillit ainsi la première Fête de l'Humanité au square Sacco-et-Vanzetti. Aux élections de 1935, elle publie une brochure bilan de son activité, préfacée par Marcel Cachin sous le titre de Salut, Bezons la Rouge.
Durant la Seconde Guerre mondiale, la ville, ardemment anti-fasciste, supporte mal l’occupation allemande. Très vite, au lendemain de la défaite, elle connaît la répression, mais aussi la lutte contre l’occupant : ce sont distributions de tracts, prises de parole au cinéma, sabotages, etc.
Le député de la circonscription Gabriel Péri est arrêté et fusillé au Mont Valérien. Un collège de Bezons porte son nom. Dix résistants bezonnais sont exécutés de 1940 à 1944. Parmi eux, Louis Champion qui avait combattu dans les Brigades internationales en Espagne, Maurice Wagner, Daniel Baron, Georges Gentil dit Kléber, imprimeur rue Kléber à Bezons. Quatre rues de Bezons portent les noms de ces résistants fusillés.

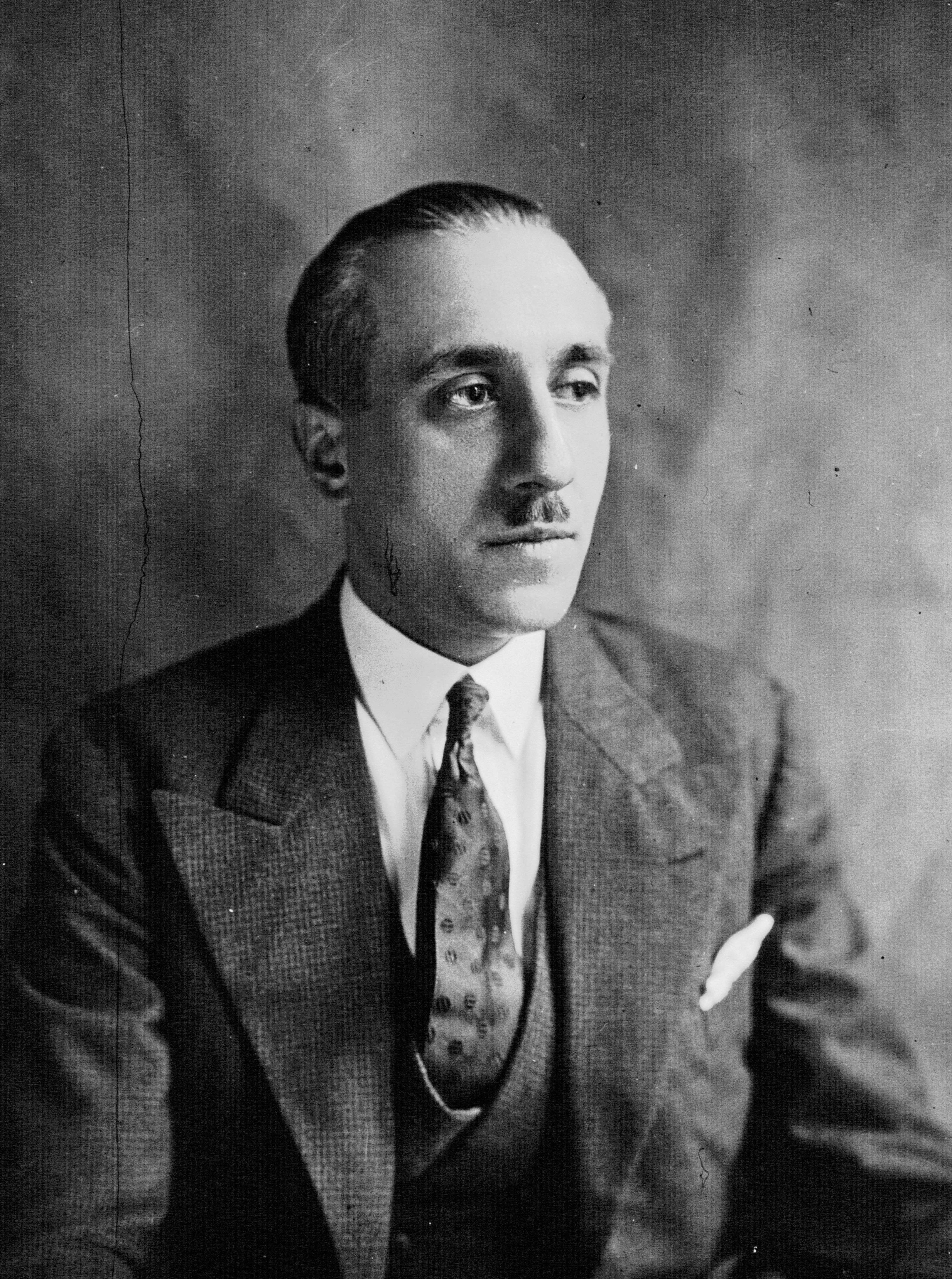
Gabriel Péri, député fusillé en 1941.

En 1944, beaucoup de jeunes, dans les rangs des FFI, combattent l’armée d'occupation dans les localités voisines, quelques-uns s’enrôlent pour la durée de la guerre dans l’armée.
L’épuration menée dans l’administration par l’occupant nazi, amène également son lot de personnalités rendues tristement célèbres par leur collaboration : le nouveau médecin du dispensaire, le docteur "Destouches", plus connu sous son nom de plume de Louis-Ferdinand Céline, « assure le régime de Vichy de sa fidélité au nom de la lutte antijuive », des habitants seront même déportés, parce que juifs, arrêtés à Bezons par la police française (des jeunes filles à l'école Louise-Michel notamment).
La Libération, le 25 août 1944, est vécue dans un immense enthousiasme.

#### Aujourd'hui: un territoire en mutation
La mise en circulation du tramway T2 le 19 novembre 2012 a créé un effet de stimulation de l'immobilier à proximité du terminus actuel, en particulier l'immobilier de bureaux. Un centre d'affaires « Les Rives de Seine » a été construit à l'Est sur des anciens terrains industriels à proximité du pont de Bezons, en bordure de la Seine.
La mise en œuvre d'une zone d'aménagement concertée à partir de 2018 permettra de doter la commune d'un réel centre-ville, avec la création de 130 000 m2 répartis en 60 % de logements, 30 % de commerces et 10 % d’équipements publics,.

## Politique et administration

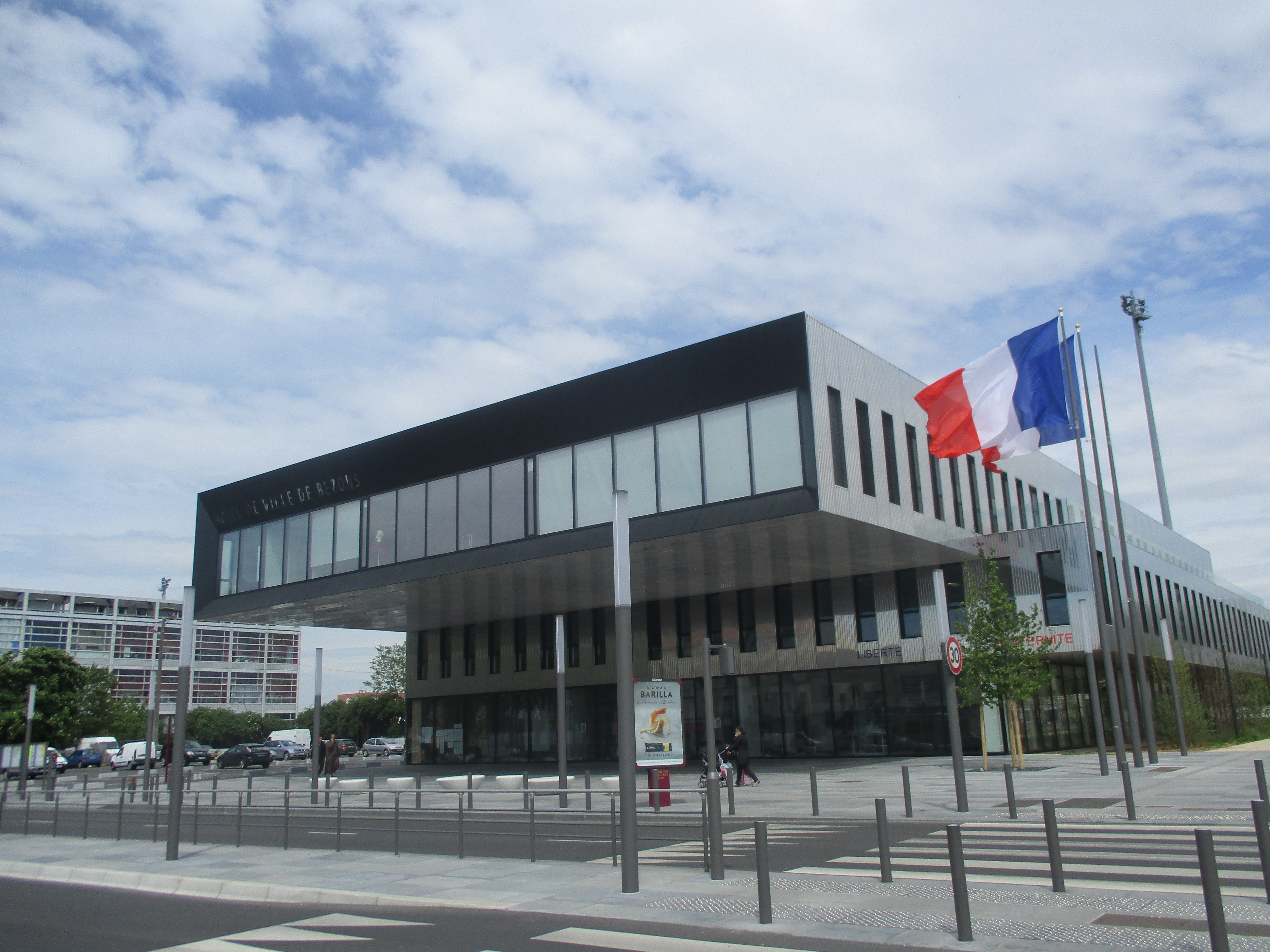
Nouvel hôtel de ville de Bezons en 2015.

### Rattachements administratifs et électoraux

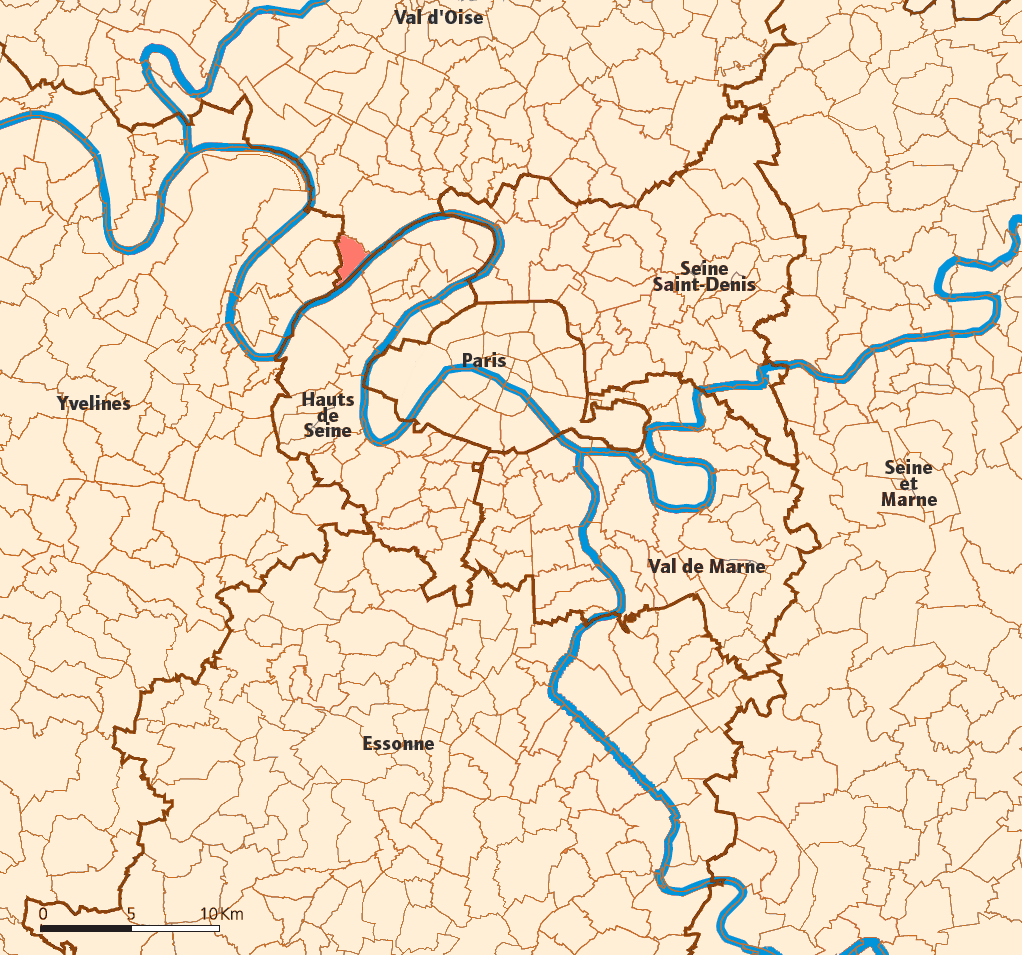
Bezons dans l'agglomération parisienne.

#### Rattachements administratifs
Antérieurement à la loi du 10 juillet 1964, la commune faisait partie du département de Seine-et-Oise. La réorganisation de la région parisienne en 1964 fit que la commune appartient désormais au département du  Val-d'Oise et à son arrondissement d'Argenteuil, après un transfert administratif effectif au 1er janvier 1968.
La commune faisait partie de 1793 à 1964 du canton d'Argenteuil, année où celui-ci est scindé et Bezons rattaché au canton d'Argenteuil-Sud de la Seine-et-Oise. Lors de la mise en place du Val-d'Oise, elle  devient en 1967 le chef-lieu du canton de Bezons. En 1976, elle intègre le canton d'Argenteuil-Bezons, puis redevient en 1985 le chef-lieu du canton de Bezons. Dans le cadre du redécoupage cantonal de 2014 en France, cette circonscription administrative territoriale a disparu, et le canton n'est plus qu'une circonscription électorale.

#### Rattachements électoraux
Pour les élections départementales, la commune fait partie depuis 2014 du canton d'Argenteuil-3.
Pour l'élection des députés, elle fait partie de la cinquième circonscription du Val-d'Oise.

### Intercommunalité
La commune avait créé en 2006 avec Argenteuil la communauté d'agglomération Argenteuil-Bezons. À la suite notamment d'un désaccord entre les communes lors de l'élection du président de l'intercommunalité à la suite des élections municipales de 2014 dans le Val-d'Oise, qui ont vu le basculement politique d'Argenteuil, son nouveau maire, Georges Mothron a annoncé en 2014 sa volonté de quitter la communauté d'agglomération,. De ce fait, Argenteuil a adhéré à la métropole du Grand Paris et à l'établissement public territorial Boucle Nord de Seine, entrainant la dissolution de la communauté d'agglomération Argenteuil-Bezons le 1er janvier 2016.
La commune, ne pouvant légalement demeurer isolée, a été rattachée à la communauté d'agglomération Saint-Germain Boucles de Seine le 1er janvier 2016, conformément au schéma régional de coopération intercommunale approuvé par le préfet de la région d'Île-de-France le 4 mars 2015.

### Tendances politiques et résultats
Bezons a été une municipalité communiste pendant un siècle, de la création du PCF en 1920 jusqu'à 2020.
De 2001 à 2020, le maire de Bezons était Dominique Lesparre (PCF). Devenu maire à la suite de la démission du précédent édile Jacques Leser (PCF), il a été réélu en 2008 puis en 2014, avec une équipe composée également de Républicains, centristes, socialistes, verts et écologistes.
Lors du premier tour des élections municipales de 2014 dans le Val-d'Oise, la liste FG-PS-PRG menée par le maire sortant Dominique Lesparre a obtenu la majorité absolue des suffrages exprimés, avec 3 969 voix (53,23 %, 27 conseillers municipaux élus dont 19 communautaires), devançant nettement les listes menées respectivement par :

- Olivier Régis  (UMP-UDI, 2 990 voix, 40,10 %, 7 conseillers municipaux élus dont 5 communautaires) ;

- Michel Campagnac (LO, 497 voix, 6,66 %, 1 conseiller municipal élu).

Lors de ce scrutin, 47,11 % des électeurs se sont abstenus.
Dominique Lespare a été battu lors des municipales de 2020, de 106 voix par son ancienne adjointe socialiste Nessrine Menhaouara :  au second tour de ces élections caractérisées par une quadrangulaire, les résultats ont été les suivants, pour les listes menées respectivement par, :

- Nessrine Menhaouara — qui bénéficiait du report de la liste LREM du premier tour menée par Sophie Stenström —  (PS, 1 897 voix, 35,63 %, 24 conseillers municipaux élus, dont 6 communautaires) ;

- Dominique Lesparre, maire sortant (PCF-G.s-GRS, 1 791 voix, 33,64 %, 6 conseillers municipaux élus dont 1 communautaire) ;

- Marc Roullier (LR, 1 033 voix, 19,40 %, 3 conseillers municipaux dont 1 communautaire) ;

- Marjorie Noël  (DVG, 602 voix, 11,30 %, 2 conseillers municipaux élus).

Lors de ce scrutin, marqué par la crise de la pandémie de Covid-19 en France, 65,47 % des électeurs se sont abstenus.
Dominique Lesparre (PCF) et Marjorie Noël (DVG)  ont contesté ces résultats, alléguant de nombreuses irrégularités. Ces griefs ont été rejetés par le Tribunal administratif de Cergy, qui a confirmé la régularité de ces élections.

### Liste des maires

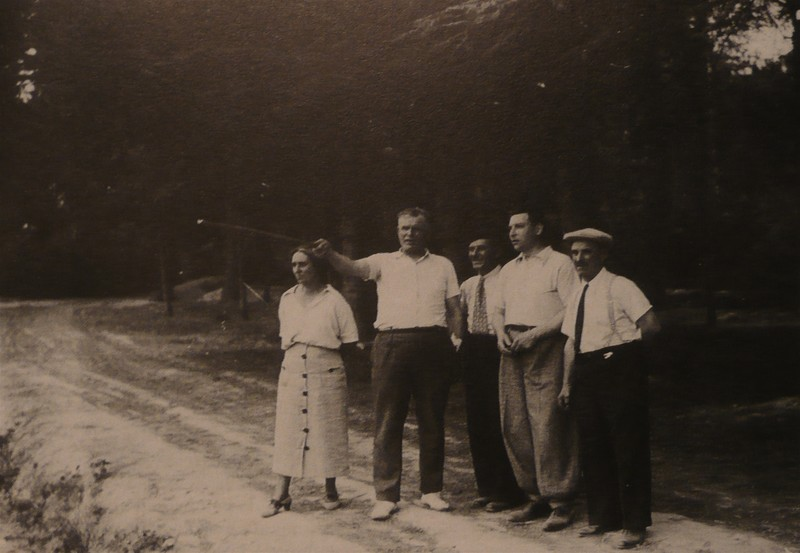
Louis Péronnet et son épouse, 1934, colonie de la Luzière.
Il fut maire de 1926 à 1940 et de 1945 à 1961.

| Période      | Période                       | Identité                           | Étiquette | Qualité |
| ------------ | ----------------------------- | ---------------------------------- | --------- | --- |
| 1791         | 1807                          | Jean Baptiste Jacques Robineau     |           | Premier maire de Bezons |
| 1807         | 1808                          | Henry Chevallier                   |           | |
| 1808         | 1811                          | Gabriel Thomas Lemoine de Nanteuil |           | |
| 1811         | 1821                          | Jean Marie Vital Ramey             |           | Comte de Sugny |
| 1821         | 1824                          | Henry Chevallier                   |           | |
| 1824         | 1831                          | M. Fouquet                         |           | |
| 1831         | 1834                          | M. Bodin                           |           | |
| 1834         | 1843                          | M. Borde                           |           | |
| 1843         | 1849                          | Achille Nicolas Lemaire            |           | |
| 1849         | 1850                          | Honoré Marie Dappe                 |           | |
| 1850         | 1865                          | Pierre François Borde              |           | |
| 1865         | 1870                          | Thomas Nicolas Catherine           |           | |
| 1870         | 1878                          | Auguste Antoine Forest             |           | |
| 1878         | 1882                          | Henri Foulard                      |           | |
| 1882         | 1889                          | Édouard Napoléon Sainte            |           | |
| 1889         | 1901                          | Auguste Antoine Forest             |           | |
| 1901         | 1915                          | Ambroise Octave Delille            |           | |
| 1915         | 1919                          | Georges Lavinay                    |           | |
| 1919         | 1921                          | Henri Luziau                       | PCF       | Première municipalité ouvrière |
| 1922         | 1926                          | Eugène Branchard                   | PCF       | Suspendu un mois après sa réélection en 1925, pour avoir participé à une manifestation de grévistes ceint de son écharpe tricolore                         |
| 1926         | 1940                          | Louis Peronnet                     | PCF       | Tailleur de pierre Déchu de ses mandats de maire en 1939 et de conseiller général en février 1940                                                          |
| 1940         | 1944                          |                                    |           | Délégation spéciale nommée par le gouvernement de Vichy |
| août 1944    | 1945                          | Henri Barrau                       | PCF       | Reprise de la mairie avec le Comité de Libération |
| 1945         | 1961                          | Louis Péronnet                     | PCF       | Tailleur de pierre Conseiller général d'Argenteuil (1945 → 1955) Président du conseil général de Seine-et-Oise (1945 → 1948)                               |
| 1961         | 1979                          | Albert Bettencourt                 | PCF       | Tourneur Conseiller général de Bezons (1964 → 1976) |
| 1979         | octobre 2001                  | Jacques Leser                      | PCF       | Instituteur Conseiller général de Bezons (1982 → 2001) |
| octobre 2001 | juin 2020                     | Dominique Lesparre                 | PCF       | Chaudronnier Conseiller général de Bezons (2008 → 2015) Vice-président de la CA SGBS (2016 → 2020)                                                         |
| juillet 2020 | En cours (au 28 janvier 2021) | Nessrine Menhaouara                | PS        | Attachée au ministère de la Transition écologique et solidaire Conseillère départementale d'Argenteuil-3 (2015 → ) Vice-présidente de la CA SGBS (2020 → ) |

### Jumelages
La ville de Bezons est jumelée avec :
- Szekszárd (Hongrie) depuis 1967 ;
- Downpatrick (Irlande du Nord) depuis 1984 ;
- Bani Zeid (Palestine)[58],[59].

Depuis février 2002, le conseil municipal a décidé de renforcer les liens d'amitié et de solidarité avec la ville de  Chaguitillo (Nicaragua).

## Équipements et services publics

### Eau et déchets
Bezons est alimentée en eau potable par la station de traitement de Méry-sur-Oise, gérée par la société Veolia Environnement. L'eau est de très bonne qualité bactériologique, contenant peu de nitrates, étant peu fluorée et devenue relativement peu calcaire, depuis la mise en place de la nanofiltration en 1999 à l'usine de distribution. L'eau distribuée est d'origine fluviale, provenant de la filtration des eaux de l'Oise,.

### Espaces publics
En 2018, la commune a reçu sa première fleur au label « Villes et villages fleuris ».

### Enseignement
L'enseignement à Bezons n'est que public.

#### Lycées
Bezons ne possède qu'un unique lycée à la suite de la fermeture de celui situé au Grand Cerf.

#### Collèges

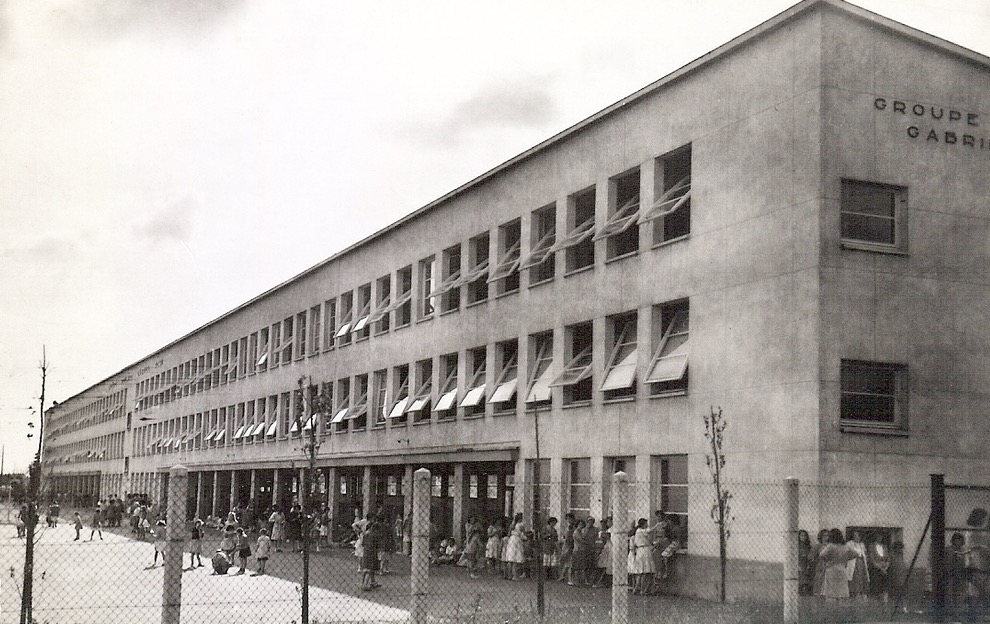
Groupe scolaire Gabriel-Péri (1958), bâtiment des primaires, filles à droite et garçons à gauche, dans son ancienne configuration.

Deux collèges existent actuellement à Bezons, gérés par le département :
- le collège Henri-Wallon ;
- le collège Gabriel-Péri (inauguré le 14 septembre 1958 comme école primaire de filles et de garçons).

Un troisième collège devrait voir le jour à l'horizon 2026 au Grand Cerf à l'emplacement de l'ancien lycée.

#### Élémentaires et Maternelles
La ville est dotée en 2018 de 8 écoles maternelles, de 8 écoles élémentaires et d'une école primaire.
Les écoles maternelles : Gabriel-Péri, Jacques-Prévert, Paul-Langevin, Karl-Marx, Louise-Michel, Paul-Vaillant-Couturier, Marcel-Cachin, Victor-Hugo.
Les écoles élémentaires : Paul-Langevin, Karl-Marx, Louise-Michel 1, Louise-Michel 2, Marie-Claude et Paul-Vaillant-Couturier, Marcel-Cachin, Victor-Hugo 1, Victor-Hugo 2.
L'école primaire : Angela-Davis.

### Équipements culturels
Le théâtre Paul-Éluard (TPE) rénové et agrandi, a rouvert en 1995. Équipement culturel phare de la ville, c’est également la première scène, en Île-de-France, à avoir obtenu le conventionnement pour l'apprentissage de la danse, en 1995[réf. nécessaire]. En plus d'être un théâtre, le TPE possède également une salle de cinéma « Les écrans Éluard ».
L'École de musique et de danse propose divers cours[réf. nécessaire] : de la danse contemporaine et classique, éveil pluridisciplinaire dès 3 ans, apprentissage musical et des cours de chorale.
La médiathèque Guy-de-Maupassant a été rénovée en 2013. Elle possède une collection variée de livres, documentaires, DVD, CD, partitions, un espace informatique ouvert à tous, ainsi qu'une ludothèque et une artothèque.

### Équipements sportifs
Bezons dispose en 2018 de deux complexes sportifs : la Maison des Sports inaugurée en 2017, avec tribunes et un terrain de football synthétique, des salles de boxe, taekwondo, karaté, judo, 5 terrains de tennis, et le complexe sportif Jean-Moulin avec une piscine couverte, un gymnase, des courts de tennis couverts, et un terrain de football en stabilisé.

### Santé
Bezons dispose en 2018 d'un Centre municipal de santé.
Les deux cliniques de Bezons sont[Quand ?] :
- la polyclinique du Plateau : toutes spécialités, chirurgie de la main et dialyse ;
- la clinique Newco : maison de convalescence et suites opératoires.

### Justice, sécurité, secours et défense
La commune fait partie de la juridiction d’instance de Sannois, et de grande instance ainsi que de commerce de Pontoise,. Malgré de nombreuses problématiques liées à la sécurité, la ville n'est cependant pas dotée d'un commissariat de Police Nationale.

## Population et société
Les habitants sont appelés les Bezonnais.

### Démographie
L'évolution du nombre d'habitants est connue à travers les recensements de la population effectués dans la commune depuis 1793. Pour les communes de plus de 10 000 habitants les recensements ont lieu chaque année à la suite d'une enquête par sondage auprès d'un échantillon d'adresses représentant 8 % de leurs logements, contrairement aux autres communes qui ont un recensement réel tous les cinq ans,.

En 2022, la commune comptait 34 314 habitants, en évolution de +18,42 % par rapport à 2016 (Val-d'Oise : +4 %, France hors Mayotte : +2,11 %).
| 1793 | 1800 | 1806 | 1821 | 1831 | 1836 | 1841 | 1846 | 1851 |
| ---- | ---- | ---- | ---- | ---- | ---- | ---- | ---- | ---- |
| 468  | 459  | 482  | 554  | 584  | 608  | 643  | 667  | 629  |

| 1856 | 1861 | 1866  | 1872  | 1876  | 1881  | 1886  | 1891  | 1896  |
| ---- | ---- | ----- | ----- | ----- | ----- | ----- | ----- | ----- |
| 626  | 834  | 1 237 | 1 350 | 1 580 | 1 863 | 2 001 | 2 406 | 2 766 |

| 1901  | 1906  | 1911  | 1921  | 1926   | 1931   | 1936   | 1946   | 1954   |
| ----- | ----- | ----- | ----- | ------ | ------ | ------ | ------ | ------ |
| 3 521 | 3 616 | 4 980 | 7 735 | 10 715 | 14 310 | 13 964 | 12 684 | 16 993 |

| 1962   | 1968   | 1975   | 1982   | 1990   | 1999   | 2006   | 2011   | 2016   |
| ------ | ------ | ------ | ------ | ------ | ------ | ------ | ------ | ------ |
| 22 061 | 24 475 | 25 193 | 24 019 | 25 680 | 26 263 | 27 652 | 28 330 | 28 976 |

| 2021   | 2022   | - | - | - | - | - | - | - |
| ------ | ------ | - | - | - | - | - | - | - |
| 32 017 | 34 314 | - | - | - | - | - | - | - |

### Manifestations culturelles et festivités
Tous les deux ans, Bezons propose une exposition gratuite d'art contemporain « REV'Arts ». Ceci dans le but de « démocratiser la culture à Bezons »[réf. nécessaire].

### Cultes

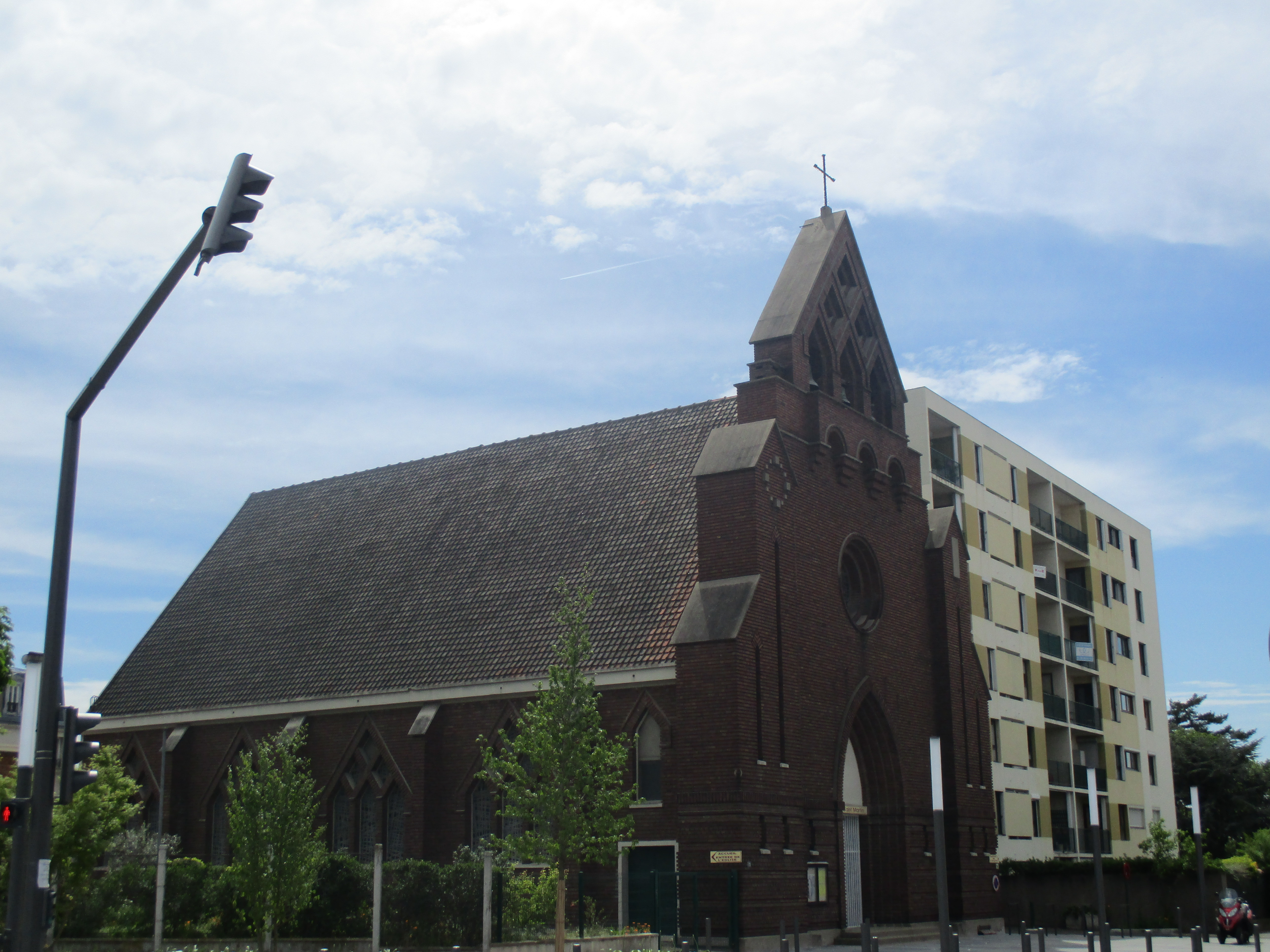
Eglise Saint-Martin.

L'église catholique Saint-Martin, construite en 1937-1938, située rue Édouard-Vaillant, 16 chemin de la Pelouse, en face de l'arrêt d'autobus Grâce de Dieu, est l'église paroissiale de Bezons, dépendant du doyenné d'Argenteuil. Elle remplace une église du XVIe siècle qui était dans le vieux village sur les bords de Seine et qui a été fermée dans les années 1930, puis démolie en 1965 pour insalubrité. L'église actuelle Saint-Martin a eu son intérieur rénové en 2011 par des bénévoles, et est desservie par les Fils de la charité.
Il existe aussi un petit oratoire, dit chapelle du Val-Notre-Dame, avec une petite tour octogonale, rue de La Berthie, rue Alphonse-Cornaille, inscrit aux monuments historiques en 1984.
La communauté musulmane ne dispose plus d'aucun lieu de culte depuis la fermeture[Quand ?] de l'unique mosquée située auparavant rue Édouard-Vaillant[réf. nécessaire].

## Économie

### Revenus de la population et fiscalité
En 2010, le revenu fiscal médian par ménage était de 28 712 €, ce qui plaçait Bezons au 16 392e rang parmi les 31 525 communes de plus de 39 ménages en métropole.

### Emploi
Le taux de chômage, en 2014, pour la commune s'élève à 16 %, un chiffre nettement supérieur à la moyenne nationale (10,4 %).

### Entreprises et commerces
La commune est au cœur d'un bassin d'activités comptant et ayant compté des entreprises industrielles et de services : Rhône-Poulenc, TenCate Bidim, Alès Groupe jusqu'à son rachat en 2020 par la holding Impala qui met fin à l'activité et ferme l'usine en 2023, SFR, Eratome (fermée en janvier 2024), Darty, Hispano-Suiza, Activision, Atos, Atos WorldGrid, EMC.
Fondé en 1907 à Bezons, Le Joint français est racheté en 2015 par l'entreprise PPG qui annonce en 2020 la fermeture de son site. Le plan de sauvegarde de l'emploi, d'abord refusé, est validé par le Conseil d'État en décembre 2023,,.

## Culture locale et patrimoine

### Lieux et monuments

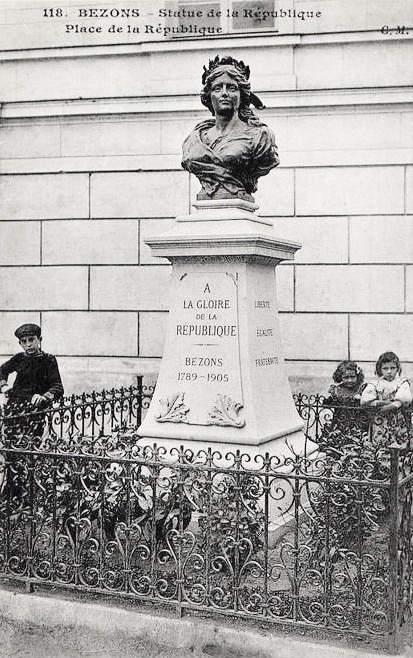
Buste de la République (1905), détruit sous l'Occupation.

Le 30 juillet 1905, le député de Seine-et-Oise, Maurice Berteaux (1852-1911), inaugure le buste de la République. Cette statue est enlevée par l'armée allemande sous l'Occupation aux fins de récupération de métal.
Dans l'entrée de l'ancienne mairie démolie, il y avait un panneau commémoratif des morts à la guerre qui était un des seuls de France à posséder l'inscription « Guerre à la guerre et haine à la haine ».
Le vieux cimetière de Bezons possède un monument aux morts de la guerre de 1914-1918.

### Bezons dans les arts et la culture

#### Littérature
La ville connaît un certain renom littéraire : Guy de Maupassant, qui a régulièrement séjourné dans un hôtel en bords de Seine aujourd'hui disparu, a situé à Bezons l'action de sa nouvelle Une partie de campagne.

La médiathèque de Bezons, qui porte d'ailleurs son nom, dispose de 60 000 livres et de 5 000 disques à louer.
Louis-Ferdinand Céline a vécu à Bezons de 1940 à 1944. Durant cette période, il est mis en contact avec le bibliothécaire de la ville, Albert Sérouille. Ce dernier obtient de l'écrivain une préface pour son livre, Bezons à travers les âges (1944). Cette préface commence par la phrase célèbre : « Pauvre banlieue parisienne, paillasson devant la ville où chacun s'essuie les pieds, crache un bon coup, passe, qui songe à elle ? Personne ». Un livre intitulé "Céline à Bezons,1940-1944" revient sur sa période dans la commune.
La présence de Bezons dans la littérature est mise en évidence dans le livre de Daniel Renard, Ils ont chanté Bezons (2012) ainsi que dans le livre de Jean Rolin, Le pont de Bezons (2020),.

### Personnalités liées à la commune

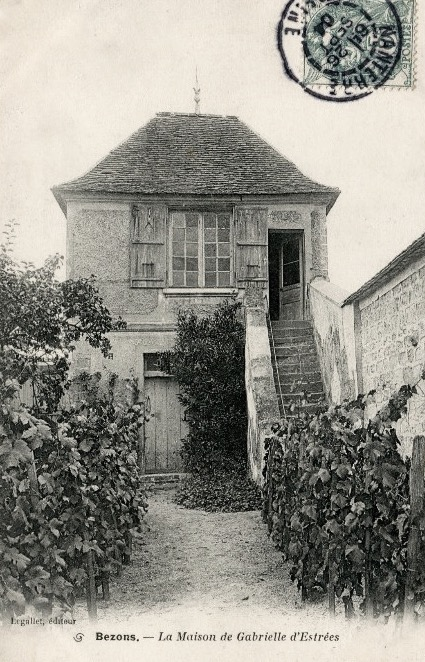
Maison de Gabrielle d'Estrées.

- Ann'so (1970) : auteur-compositrice-interprète et actrice née à Bezons.
- Maison Bazin, seigneurs de Bezons.
- Claude Bernard (1813-1878) : y a vécu. Une rue porte son nom.
- Simon Bernard (1779-1839) : y a vécu.
- Antoine Bonifaci (1931-) : footballeur international français, y est né.
- Mohamed Bouchareb (1986-), boxeur de muay-thaï franco-marocain y a vécu et y commence sa carrière de boxeur.
- Yassine Bouzrou (1979-), avocat.
- Louis-Ferdinand Céline (1894-1961) : y a été engagé comme médecin.
- Gilles Châtelet (1944-1999) : philosophe, y est né.
- Charles-François Daubigny (1817-1878) : y a peint. Une rue porte son nom.
- Nadia Dauty (1908-1999) : chanteuse.
- The Ropestylers Les artistes du Double Dutch.
- Jean Dubois (1870-1912), membre de la bande à Bonnot, a été employé à l'usine des téléphones 12 quai de Seine.
- Gérard Filipelli (1942-2021) : membre des Charlots. Y a vécu et a animé des ateliers au lycée polyvalent Eugène-Ronceray.
- Henri IV (1553-1610) : la légende raconte que le Roi venait y passer ses fins de semaines avec ses nombreuses maîtresses. Une résidence porte d'ailleurs le nom du Vert Galant. Il existait une demeure appelée la « maison de Gabrielle d'Estrées » parce que la maîtresse d'Henri IV y aurait trouvé refuge.
- Claudine Loquen (1965-), peintre et illustratrice, a enseigné au lycée professionnel Le Grand Cerf (de 2006 à 2012)[87].
- Guy de Maupassant (1850-1893) : séjourna régulièrement dans une auberge située en bords de Seine. Il cite souvent Bezons dans ses récits. La médiathèque de Bezons porte d'ailleurs son nom.
- Jean-Marie-Vital Ramey de Sugny (1753-1821), général des armées de la République, est décédé au château de Bezons.
- Karole Rocher (1974-) : actrice.
- Michel Touret (1941-) : journaliste, ancien présentateur de la météo sur France 3.
- Henri Vacquin (1939-) : sociologue et militant français, y a passé son enfance et son adolescence.
- Farid Chopel, acteur, chanteur, (1952-2008), y a vécu et repose au cimetière section des Anémones, division A3.

### Héraldique, devise et logotype
| Blason de Bezons | Blason  | Parti : de gueules à la roue d'engrenage d'or enfermant une fontaine fascée ondée d'argent et d'azur de six pièces, ladite roue tenue par deux dextrochères et un senestrochère nus d'argent posés en pairle mouvant de la pointe et des angles supérieurs de l'écu ; au chef cousu d'azur chargé de trois couronnes ducales d'or. Devise / CriLa ville pour tous (devise inscrite sur le logo de Bezons réalisé en 2004). |
| Blason de Bezons | Détails | |

## Pour approfondir